# Chris Kuzneski
Chris Kuzneski, né le 2 septembre 1969 à Indiana, en Pennsylvanie, est un écrivain américain.

## Biographie
Kuzneski naît à Indiana en Pennsylvanie. Il suit les cours de l'université de Pittsburgh et, encore étudiant, collabore comme journaliste avec les journaux Pittsburgh Post-Gazette, The Pitts News et Indiana Gazette. Diplômé dans l'enseignement, il travaille entre 1992 et 1998 comme professeur d'anglais et entraîneur de football américain. 
Il publie en 2002 The Plantation, son premier roman, qui met en scène le duo Payne et Jones, deux anciens membres des forces spéciales américaines. Ce roman marque le début d'une série de huit romans consacrés aux aventures de ce duo.
En 2013, il imagine une nouvelle série consacrée à une équipe de mercenaires parcourant le monde à le recherche de trésors perdus.

## Œuvre

### Série Payne et Jones
- The Plantation (2002)
- Sign of the Cross (2006) Publié en français sous le titre Le Signe de la croix, traduction de François Morice, Paris, Le Cherche midi, coll. « Thriller », 2014
- Sword of God (2007)
- The Lost Throne (2008)
- The Prophecy (2009)
- The Secret Crown (2010)
- The Death Relic (2011)
- The Einstein Pursuit (2013)

### Série The Hunters
- The Hunters (2013)
- The Forbidden Tomb (2014)
- The Prisoner's Gold (2015)
- Before the Storm (2016)